# No Hope, No Fear
No Hope, No Fear je četrti studijski album slovenske elektronske skupine Borghesia, ki je izšel leta 1987 pri belgijski založbi Play It Again Sam Records. Izšel je v LP in CD obliki. Album se zaradi njegovega kratkega trajanja (šest pesmi, ki skupaj trajajo manj kot 30 minut) obravnava tudi kot mini-LP.
Na hrbtni strani albumskega ovitka so naslovi pesmi napisani tako v slovenskem kot v angleškem jeziku, saj je skupina v obdobju izdaje albuma postajala popularna tudi drugod po Evropi in v ZDA.
Naslovna pesem ("Ni upanja, ni strahu") velja za najbolj priljubljeno pesem skupine. Neuraden video s pesmijo na YouTubeu ima več kot 100.000 ogledov.

## Seznam pesmi
Vse pesmi je napisala skupina Borghesia.
| Stran A | Stran A                                     | Stran A |
| Št.     | Naslov                                      | Dolžina |
| ------- | ------------------------------------------- | ------- |
| 1.      | „Ni upanja, ni strahu‟ ("No Hope, No Fear") | 4:30    |
| 2.      | „Na smrtno kazen‟ ("Sentenced to Death")    | 5:15    |
| 3.      | „133‟                                       | 4:15    |

| Stran B | Stran B                               | Stran B |
| Št.     | Naslov                                | Dolžina |
| ------- | ------------------------------------- | ------- |
| 1.      | „Blato‟ ("Mud")                       | 5:16    |
| 2.      | „Lovci‟ ("Hunters")                   | 3:19    |
| 3.      | „Mi smo povsod‟ ("We Are Everywhere") | 5:41    |

## Zasedba
Borghesia
- Aldo Ivančić
- Dario Seraval
- Borut Kržišnik

Dodatni glasbeniki
- Igor Leonardi — kitara (A1)
- Karmen Mihajlovič — vokal (B2)

Tehnično osebje
- Janez Križaj — inženiring
- Borut Berden — inženiring
- Silvo Žnidaršić — inženiring
- Borghesia — oblikovanje, produkcija